# Danh sách vận động viên cầu lông tại Thế vận hội Mùa hè 2020
Đây là danh sách các vận động viên cầu lông sẽ tham dự Thế vận hội Mùa hè 2020 ở Tokyo, Nhật Bản từ ngày 24 tháng 7 đến ngày 2 tháng 8.
| NOC                            | Tên                            | Ngày sinh                   | Nội dung và bảng xếp hạng thế giới | Nội dung và bảng xếp hạng thế giới | Nội dung và bảng xếp hạng thế giới | Nội dung và bảng xếp hạng thế giới | Nội dung và bảng xếp hạng thế giới |
| NOC                            | Tên                            | Ngày sinh                   | MS                                 | WS                                 | MD                                 | WD                                 | XD                                 |
| ------------------------------ | ------------------------------ | --------------------------- | ---------------------------------- | ---------------------------------- | ---------------------------------- | ---------------------------------- | ---------------------------------- |
| Úc                             | Chen Hsuan-yu                  | 1 tháng 6, 1993 (28 tuổi)   |                                    | 65                                 |                                    |                                    |                                    |
| Úc                             | Setyana Mapasa                 | 15 tháng 8, 1995 (25 tuổi)  |                                    |                                    |                                    | 23                                 |                                    |
| Úc                             | Gronya Somerville              | 10 tháng 5, 1995 (26 tuổi)  |                                    |                                    |                                    | 23                                 | 48                                 |
| Úc                             | Simon Leung                    | 24 tháng 11, 1996 (24 tuổi) |                                    |                                    |                                    |                                    | 48                                 |
| Áo                             | Luka Wraber                    | 7 tháng 9, 1990 (30 tuổi)   | 81                                 |                                    |                                    |                                    |                                    |
| Azerbaijan                     | Ade Resky Dwicahyo             | 13 tháng 5, 1998 (23 tuổi)  | 69                                 |                                    |                                    |                                    |                                    |
| Bỉ                             | Lianne Tan                     | 24 tháng 11, 1990 (30 tuổi) |                                    | 42                                 |                                    |                                    |                                    |
| Brasil                         | Ygor Coelho de Oliveira        | 24 tháng 11, 1996 (24 tuổi) | 50                                 |                                    |                                    |                                    |                                    |
| Brasil                         | Fabiana Silva                  | 15 tháng 8, 1995 (25 tuổi)  |                                    | 68                                 |                                    |                                    |                                    |
| Bulgaria                       | Linda Zetchiri                 | 20 tháng 11, 1987 (33 tuổi) |                                    | 61                                 |                                    |                                    |                                    |
| Bulgaria                       | Gabriela Stoeva                | 15 tháng 7, 1994 (27 tuổi)  |                                    |                                    |                                    | 11                                 |                                    |
| Bulgaria                       | Stefani Stoeva                 | 23 tháng 9, 1995 (25 tuổi)  |                                    |                                    |                                    | 11                                 |                                    |
| Canada                         | Brian Yang                     | 25 tháng 11, 2001 (19 tuổi) | 43                                 |                                    |                                    |                                    |                                    |
| Canada                         | Michelle Li                    | 3 tháng 11, 1991 (29 tuổi)  |                                    | 10                                 |                                    |                                    |                                    |
| Canada                         | Jason Ho-Shue                  | 29 tháng 8, 1998 (22 tuổi)  |                                    |                                    | 32                                 |                                    |                                    |
| Canada                         | Nyl Yakura                     | 14 tháng 2, 1993 (28 tuổi)  |                                    |                                    | 32                                 |                                    |                                    |
| Canada                         | Rachel Honderich               | 21 tháng 4, 1996 (25 tuổi)  |                                    |                                    |                                    | 18                                 |                                    |
| Canada                         | Kristen Tsai                   | 11 tháng 7, 1995 (26 tuổi)  |                                    |                                    |                                    | 18                                 |                                    |
| Canada                         | Joshua Hurlburt-Yu             | 28 tháng 12, 1994 (26 tuổi) |                                    |                                    |                                    |                                    | 31                                 |
| Canada                         | Josephine Wu                   | 20 tháng 1, 1995 (26 tuổi)  |                                    |                                    |                                    |                                    | 31                                 |
| Trung Quốc                     | Chen Long                      | 18 tháng 1, 1989 (32 tuổi)  | 6                                  |                                    |                                    |                                    |                                    |
| Trung Quốc                     | Shi Yuqi                       | 28 tháng 2, 1996 (25 tuổi)  | 11                                 |                                    |                                    |                                    |                                    |
| Trung Quốc                     | Chen Yufei                     | 1 tháng 3, 1998 (23 tuổi)   |                                    | 1                                  |                                    |                                    |                                    |
| Trung Quốc                     | He Bingjiao                    | 21 tháng 3, 1997 (24 tuổi)  |                                    | 9                                  |                                    |                                    |                                    |
| Trung Quốc                     | Li Junhui                      | 10 tháng 5, 1995 (26 tuổi)  |                                    |                                    | 3                                  |                                    |                                    |
| Trung Quốc                     | Liu Yuchen                     | 25 tháng 7, 1995 (25 tuổi)  |                                    |                                    | 3                                  |                                    |                                    |
| Trung Quốc                     | Chen Qingchen                  | 23 tháng 6, 1997 (24 tuổi)  |                                    |                                    |                                    | 2                                  |                                    |
| Trung Quốc                     | Jia Yifan                      | 29 tháng 6, 1997 (24 tuổi)  |                                    |                                    |                                    | 2                                  |                                    |
| Trung Quốc                     | Du Yue                         | 15 tháng 2, 1998 (23 tuổi)  |                                    |                                    |                                    | 6                                  |                                    |
| Trung Quốc                     | Li Yinhui                      | 11 tháng 3, 1997 (24 tuổi)  |                                    |                                    |                                    | 6                                  |                                    |
| Trung Quốc                     | Zheng Siwei                    | 26 tháng 2, 1997 (24 tuổi)  |                                    |                                    |                                    |                                    | 1                                  |
| Trung Quốc                     | Huang Yaqiong                  | 28 tháng 2, 1994 (27 tuổi)  |                                    |                                    |                                    |                                    | 1                                  |
| Trung Quốc                     | Wang Yilyu                     | 8 tháng 11, 1994 (26 tuổi)  |                                    |                                    |                                    |                                    | 2                                  |
| Trung Quốc                     | Huang Dongping                 | 20 tháng 1, 1995 (26 tuổi)  |                                    |                                    |                                    |                                    | 2                                  |
| Đài Bắc Trung Hoa              | Chou Tien-chen                 | 8 tháng 1, 1990 (31 tuổi)   | 2                                  |                                    |                                    |                                    |                                    |
| Đài Bắc Trung Hoa              | Wang Tzu-wei                   | 27 tháng 2, 1995 (26 tuổi)  | 10                                 |                                    |                                    |                                    |                                    |
| Đài Bắc Trung Hoa              | Tai Tzu-ying                   | 20 tháng 6, 1994 (27 tuổi)  |                                    | 2                                  |                                    |                                    |                                    |
| Đài Bắc Trung Hoa              | Lee Yang                       | 12 tháng 8, 1995 (25 tuổi)  |                                    |                                    | 7                                  |                                    |                                    |
| Đài Bắc Trung Hoa              | Wang Chi-lin                   | 18 tháng 1, 1995 (26 tuổi)  |                                    |                                    | 7                                  |                                    |                                    |
| Đan Mạch                       | Anders Antonsen                | 27 tháng 4, 1997 (24 tuổi)  | 4                                  |                                    |                                    |                                    |                                    |
| Đan Mạch                       | Viktor Axelsen                 | 4 tháng 1, 1994 (27 tuổi)   | 3                                  |                                    |                                    |                                    |                                    |
| Đan Mạch                       | Mia Blichfeldt                 | 19 tháng 8, 1997 (23 tuổi)  |                                    | 18                                 |                                    |                                    |                                    |
| Đan Mạch                       | Kim Astrup                     | 6 tháng 3, 1992 (29 tuổi)   |                                    |                                    | 11                                 |                                    |                                    |
| Đan Mạch                       | Anders Skaarup Rasmussen       | 15 tháng 2, 1989 (32 tuổi)  |                                    |                                    | 11                                 |                                    |                                    |
| Đan Mạch                       | Maiken Fruergaard              | 11 tháng 5, 1995 (26 tuổi)  |                                    |                                    |                                    | 15                                 |                                    |
| Đan Mạch                       | Sara Thygesen                  | 20 tháng 1, 1991 (30 tuổi)  |                                    |                                    |                                    | 15                                 |                                    |
| Đan Mạch                       | Mathias Christiansen           | 20 tháng 2, 1994 (27 tuổi)  |                                    |                                    |                                    |                                    | 17                                 |
| Đan Mạch                       | Alexandra Bøje                 | 6 tháng 12, 1999 (21 tuổi)  |                                    |                                    |                                    |                                    | 17                                 |
| Ai Cập                         | Doha Hany                      | 10 tháng 9, 1997 (23 tuổi)  |                                    | 98                                 |                                    | 40                                 | 44                                 |
| Ai Cập                         | Hadia Hosny                    | 30 tháng 7, 1988 (32 tuổi)  |                                    |                                    |                                    | 40                                 |                                    |
| Ai Cập                         | Adham Hatem Elgamal            | 4 tháng 2, 1998 (23 tuổi)   |                                    |                                    |                                    |                                    | 44                                 |
| Estonia                        | Raul Must                      | 9 tháng 11, 1987 (33 tuổi)  | 78                                 |                                    |                                    |                                    |                                    |
| Estonia                        | Kristin Kuuba                  | 15 tháng 2, 1997 (24 tuổi)  |                                    | 54                                 |                                    |                                    |                                    |
| Phần Lan                       | Kalle Koljonen                 | 26 tháng 2, 1994 (27 tuổi)  | 64                                 |                                    |                                    |                                    |                                    |
| Pháp                           | Brice Leverdez                 | 9 tháng 4, 1986 (35 tuổi)   | 34                                 |                                    |                                    |                                    |                                    |
| Pháp                           | Qi Xuefei                      | 28 tháng 2, 1992 (29 tuổi)  |                                    | 37                                 |                                    |                                    |                                    |
| Pháp                           | Thom Gicquel                   | 12 tháng 1, 1999 (22 tuổi)  |                                    |                                    |                                    |                                    | 14                                 |
| Pháp                           | Delphine Delrue                | 6 tháng 11, 1998 (22 tuổi)  |                                    |                                    |                                    |                                    | 14                                 |
| Đức                            | Kai Schäfer                    | 13 tháng 6, 1993 (28 tuổi)  | 68                                 |                                    |                                    |                                    |                                    |
| Đức                            | Yvonne Li                      | 30 tháng 5, 1998 (23 tuổi)  |                                    | 41                                 |                                    |                                    |                                    |
| Đức                            | Marvin Seidel                  | 9 tháng 11, 1995 (25 tuổi)  |                                    |                                    | 15                                 |                                    |                                    |
| Đức                            | Mark Lamsfuß                   | 19 tháng 4, 1994 (27 tuổi)  |                                    |                                    | 15                                 |                                    | 16                                 |
| Đức                            | Isabel Herttrich               | 17 tháng 3, 1992 (29 tuổi)  |                                    |                                    |                                    |                                    | 16                                 |
| Anh Quốc                       | Toby Penty                     | 12 tháng 8, 1992 (28 tuổi)  | 53                                 |                                    |                                    |                                    |                                    |
| Anh Quốc                       | Kirsty Gilmour                 | 21 tháng 9, 1993 (27 tuổi)  |                                    | 26                                 |                                    |                                    |                                    |
| Anh Quốc                       | Ben Lane                       | 13 tháng 7, 1997 (24 tuổi)  |                                    |                                    | 25                                 |                                    |                                    |
| Anh Quốc                       | Sean Vendy                     | 18 tháng 5, 1996 (25 tuổi)  |                                    |                                    | 25                                 |                                    |                                    |
| Anh Quốc                       | Chloe Birch                    | 16 tháng 9, 1995 (25 tuổi)  |                                    |                                    |                                    | 16                                 |                                    |
| Anh Quốc                       | Lauren Smith                   | 26 tháng 9, 1991 (29 tuổi)  |                                    |                                    |                                    | 16                                 | 8                                  |
| Anh Quốc                       | Marcus Ellis                   | 14 tháng 9, 1989 (31 tuổi)  |                                    |                                    |                                    |                                    | 8                                  |
| Guatemala                      | Kevin Cordón                   | 28 tháng 11, 1986 (34 tuổi) | 58                                 |                                    |                                    |                                    |                                    |
| Guatemala                      | Nikté Sotomayor                | 1 tháng 7, 1994 (27 tuổi)   |                                    | 94                                 |                                    |                                    |                                    |
| Hồng Kông                      | Ng Ka Long                     | 24 tháng 6, 1994 (27 tuổi)  | 8                                  |                                    |                                    |                                    |                                    |
| Hồng Kông                      | Cheung Ngan Yi                 | 27 tháng 4, 1993 (28 tuổi)  |                                    | 34                                 |                                    |                                    |                                    |
| Hồng Kông                      | Tang Chun Man                  | 20 tháng 3, 1995 (26 tuổi)  |                                    |                                    |                                    |                                    | 10                                 |
| Hồng Kông                      | Tse Ying Suet                  | 9 tháng 11, 1991 (29 tuổi)  |                                    |                                    |                                    |                                    | 10                                 |
| Hungary                        | Gergely Krausz                 | 25 tháng 12, 1993 (27 tuổi) | 90                                 |                                    |                                    |                                    |                                    |
| Hungary                        | Laura Sárosi                   | 11 tháng 11, 1992 (28 tuổi) |                                    | 65                                 |                                    |                                    |                                    |
| Ấn Độ                          | B. Sai Praneeth                | 10 tháng 8, 1992 (28 tuổi)  | 13                                 |                                    |                                    |                                    |                                    |
| Ấn Độ                          | P. V. Sindhu                   | 5 tháng 7, 1995 (26 tuổi)   |                                    | 7                                  |                                    |                                    |                                    |
| Ấn Độ                          | Satwiksairaj Rankireddy        | 13 tháng 8, 2000 (20 tuổi)  |                                    |                                    | 9                                  |                                    |                                    |
| Ấn Độ                          | Chirag Shetty                  | 4 tháng 7, 1997 (24 tuổi)   |                                    |                                    | 9                                  |                                    |                                    |
| Indonesia                      | Anthony Sinisuka Ginting       | 20 tháng 10, 1996 (24 tuổi) | 5                                  |                                    |                                    |                                    |                                    |
| Indonesia                      | Jonatan Christie               | 15 tháng 9, 1995 (25 tuổi)  | 7                                  |                                    |                                    |                                    |                                    |
| Indonesia                      | Gregoria Mariska Tunjung       | 11 tháng 8, 1999 (21 tuổi)  |                                    | 20                                 |                                    |                                    |                                    |
| Indonesia                      | Marcus Fernaldi Gideon         | 9 tháng 3, 1991 (30 tuổi)   |                                    |                                    | 1                                  |                                    |                                    |
| Indonesia                      | Kevin Sanjaya Sukamuljo        | 2 tháng 8, 1995 (25 tuổi)   |                                    |                                    | 1                                  |                                    |                                    |
| Indonesia                      | Mohammad Ahsan                 | 7 tháng 9, 1987 (33 tuổi)   |                                    |                                    | 2                                  |                                    |                                    |
| Indonesia                      | Hendra Setiawan                | 25 tháng 8, 1984 (36 tuổi)  |                                    |                                    | 2                                  |                                    |                                    |
| Indonesia                      | Greysia Polii                  | 11 tháng 8, 1987 (33 tuổi)  |                                    |                                    |                                    | 7                                  |                                    |
| Indonesia                      | Apriyani Rahayu                | 29 tháng 4, 1998 (23 tuổi)  |                                    |                                    |                                    | 7                                  |                                    |
| Indonesia                      | Praveen Jordan                 | 26 tháng 4, 1993 (28 tuổi)  |                                    |                                    |                                    |                                    | 4                                  |
| Indonesia                      | Melati Daeva Oktavianti        | 26 tháng 10, 1994 (26 tuổi) |                                    |                                    |                                    |                                    | 4                                  |
| Iran                           | Sorayya Aghaei                 | 28 tháng 1, 1996 (25 tuổi)  |                                    | 99                                 |                                    |                                    |                                    |
| Ireland                        | Nhat Nguyen                    | 16 tháng 6, 2000 (21 tuổi)  | 60                                 |                                    |                                    |                                    |                                    |
| Israel                         | Misha Zilberman                | 30 tháng 1, 1989 (32 tuổi)  | 45                                 |                                    |                                    |                                    |                                    |
| Israel                         | Ksenia Polikarpova             | 11 tháng 3, 1990 (31 tuổi)  |                                    | 52                                 |                                    |                                    |                                    |
| Nhật Bản                       | Kento Momota                   | 1 tháng 9, 1994 (26 tuổi)   | 1                                  |                                    |                                    |                                    |                                    |
| Nhật Bản                       | Kanta Tsuneyama                | 21 tháng 6, 1996 (25 tuổi)  | 12                                 |                                    |                                    |                                    |                                    |
| Nhật Bản                       | Nozomi Okuhara                 | 13 tháng 3, 1995 (26 tuổi)  |                                    | 3                                  |                                    |                                    |                                    |
| Nhật Bản                       | Akane Yamaguchi                | 6 tháng 6, 1997 (24 tuổi)   |                                    | 5                                  |                                    |                                    |                                    |
| Nhật Bản                       | Hiroyuki Endo                  | 16 tháng 12, 1986 (34 tuổi) |                                    |                                    | 4                                  |                                    |                                    |
| Nhật Bản                       | Yuta Watanabe                  | 13 tháng 6, 1997 (24 tuổi)  |                                    |                                    | 4                                  |                                    | 5                                  |
| Nhật Bản                       | Takeshi Kamura                 | 14 tháng 2, 1990 (31 tuổi)  |                                    |                                    | 5                                  |                                    |                                    |
| Nhật Bản                       | Keigo Sonoda                   | 20 tháng 2, 1990 (31 tuổi)  |                                    |                                    | 5                                  |                                    |                                    |
| Nhật Bản                       | Yuki Fukushima                 | 1 tháng 5, 1993 (28 tuổi)   |                                    |                                    |                                    | 1                                  |                                    |
| Nhật Bản                       | Sayaka Hirota                  | 1 tháng 8, 1994 (26 tuổi)   |                                    |                                    |                                    | 1                                  |                                    |
| Nhật Bản                       | Mayu Matsumoto                 | 7 tháng 8, 1995 (25 tuổi)   |                                    |                                    |                                    | 3                                  |                                    |
| Nhật Bản                       | Wakana Nagahara                | 9 tháng 1, 1996 (25 tuổi)   |                                    |                                    |                                    | 3                                  |                                    |
| Nhật Bản                       | Arisa Higashino                | 1 tháng 8, 1996 (24 tuổi)   |                                    |                                    |                                    |                                    | 5                                  |
| Malaysia                       | Lee Zii Jia                    | 29 tháng 3, 1998 (23 tuổi)  | 9                                  |                                    |                                    |                                    |                                    |
| Malaysia                       | Soniia Cheah Su Ya             | 19 tháng 6, 1993 (28 tuổi)  |                                    | 27                                 |                                    |                                    |                                    |
| Malaysia                       | Aaron Chia                     | 24 tháng 2, 1997 (24 tuổi)  |                                    |                                    | 10                                 |                                    |                                    |
| Malaysia                       | Soh Wooi Yik                   | 17 tháng 2, 1998 (23 tuổi)  |                                    |                                    | 10                                 |                                    |                                    |
| Malaysia                       | Chow Mei Kuan                  | 23 tháng 12, 1994 (26 tuổi) |                                    |                                    |                                    | 14                                 |                                    |
| Malaysia                       | Lee Meng Yean                  | 30 tháng 3, 1994 (27 tuổi)  |                                    |                                    |                                    | 14                                 |                                    |
| Malaysia                       | Chan Peng Soon                 | 27 tháng 4, 1988 (33 tuổi)  |                                    |                                    |                                    |                                    | 7                                  |
| Malaysia                       | Goh Liu Ying                   | 30 tháng 5, 1989 (32 tuổi)  |                                    |                                    |                                    |                                    | 7                                  |
| Maldives                       | Fathimath Nabaaha Abdul Razzaq | 13 tháng 6, 1999 (22 tuổi)  |                                    | 251                                |                                    |                                    |                                    |
| Malta                          | Matthew Abela                  | 18 tháng 3, 1999 (22 tuổi)  | 321                                |                                    |                                    |                                    |                                    |
| Mauritius                      | Georges Paul                   | 7 tháng 1, 1996 (25 tuổi)   | 77                                 |                                    |                                    |                                    |                                    |
| México                         | Lino Muñoz                     | 8 tháng 2, 1991 (30 tuổi)   | 63                                 |                                    |                                    |                                    |                                    |
| México                         | Haramara Gaitan                | 7 tháng 8, 1996 (24 tuổi)   |                                    | 76                                 |                                    |                                    |                                    |
| Myanmar                        | Thet Htar Thuzar               | 15 tháng 3, 1999 (22 tuổi)  |                                    | 56                                 |                                    |                                    |                                    |
| Hà Lan                         | Mark Caljouw                   | 25 tháng 1, 1995 (26 tuổi)  | 35                                 |                                    |                                    |                                    |                                    |
| Hà Lan                         | Selena Piek                    | 30 tháng 9, 1991 (29 tuổi)  |                                    |                                    |                                    | 17                                 | 15                                 |
| Hà Lan                         | Cheryl Seinen                  | 4 tháng 8, 1995 (25 tuổi)   |                                    |                                    |                                    | 17                                 |                                    |
| Hà Lan                         | Robin Tabeling                 | 24 tháng 4, 1994 (27 tuổi)  |                                    |                                    |                                    |                                    | 15                                 |
| Nigeria                        | Dorcas Ajoke Adesokan          | 5 tháng 7, 1998 (23 tuổi)   |                                    | 71                                 |                                    |                                    |                                    |
| Nigeria                        | Godwin Olofua                  | 18 tháng 4, 1999 (22 tuổi)  |                                    |                                    | 44                                 |                                    |                                    |
| Nigeria                        | Anuoluwapo Juwon Opeyori       | 1 tháng 6, 1997 (24 tuổi)   |                                    |                                    | 44                                 |                                    |                                    |
| Pakistan                       | Mahoor Shahzad                 | 17 tháng 10, 1996 (24 tuổi) |                                    | 121                                |                                    |                                    |                                    |
| Perú                           | Daniela Macías                 | 9 tháng 10, 1997 (23 tuổi)  |                                    | 69                                 |                                    |                                    |                                    |
| Đội tuyển Olympic người tị nạn | Aram Mahmoud                   | 15 tháng 7, 1997 (24 tuổi)  | 170                                |                                    |                                    |                                    |                                    |
| Ủy ban Olympic Nga             | Sergey Sirant                  | 12 tháng 4, 1994 (27 tuổi)  | 67                                 |                                    |                                    |                                    |                                    |
| Ủy ban Olympic Nga             | Evgeniya Kosetskaya            | 16 tháng 12, 1994 (26 tuổi) |                                    | 23                                 |                                    |                                    |                                    |
| Ủy ban Olympic Nga             | Vladimir Ivanov                | 3 tháng 7, 1987 (34 tuổi)   |                                    |                                    | 18                                 |                                    |                                    |
| Ủy ban Olympic Nga             | Ivan Sozonov                   | 6 tháng 7, 1989 (32 tuổi)   |                                    |                                    | 18                                 |                                    |                                    |
| Singapore                      | Loh Kean Yew                   | 26 tháng 6, 1997 (24 tuổi)  | 36                                 |                                    |                                    |                                    |                                    |
| Singapore                      | Yeo Jia Min                    | 1 tháng 2, 1999 (22 tuổi)   |                                    | 25                                 |                                    |                                    |                                    |
| Slovakia                       | Martina Repiská                | 21 tháng 10, 1995 (25 tuổi) |                                    | 72                                 |                                    |                                    |                                    |
| Hàn Quốc                       | Heo Kwang-hee                  | 11 tháng 8, 1995 (25 tuổi)  | 31                                 |                                    |                                    |                                    |                                    |
| Hàn Quốc                       | An Se-young                    | 5 tháng 2, 2002 (19 tuổi)   |                                    | 8                                  |                                    |                                    |                                    |
| Hàn Quốc                       | Kim Ga-eun                     | 7 tháng 2, 1998 (23 tuổi)   |                                    | 16                                 |                                    |                                    |                                    |
| Hàn Quốc                       | Choi Sol-gyu                   | 5 tháng 8, 1995 (25 tuổi)   |                                    |                                    | 8                                  |                                    |                                    |
| Hàn Quốc                       | Seo Seung-jae                  | 4 tháng 9, 1997 (23 tuổi)   |                                    |                                    | 8                                  |                                    | 6                                  |
| Hàn Quốc                       | Lee So-hee                     | 14 tháng 6, 1994 (27 tuổi)  |                                    |                                    |                                    | 4                                  |                                    |
| Hàn Quốc                       | Shin Seung-chan                | 6 tháng 12, 1994 (26 tuổi)  |                                    |                                    |                                    | 4                                  |                                    |
| Hàn Quốc                       | Kim So-yeong                   | 9 tháng 7, 1992 (29 tuổi)   |                                    |                                    |                                    | 5                                  |                                    |
| Hàn Quốc                       | Kong Hee-yong                  | 11 tháng 12, 1996 (24 tuổi) |                                    |                                    |                                    | 5                                  |                                    |
| Hàn Quốc                       | Chae Yoo-jung                  | 9 tháng 5, 1995 (26 tuổi)   |                                    |                                    |                                    |                                    | 6                                  |
| Tây Ban Nha                    | Pablo Abián                    | 12 tháng 6, 1985 (36 tuổi)  | 44                                 |                                    |                                    |                                    |                                    |
| Tây Ban Nha                    | Clara Azurmendi                | 4 tháng 5, 1998 (23 tuổi)   |                                    | 87                                 |                                    |                                    |                                    |
| Sri Lanka                      | Niluka Karunaratne             | 13 tháng 2, 1985 (36 tuổi)  | 99                                 |                                    |                                    |                                    |                                    |
| Thụy Điển                      | Felix Burestedt                | 26 tháng 2, 1995 (26 tuổi)  | 54                                 |                                    |                                    |                                    |                                    |
| Thụy Sĩ                        | Sabrina Jaquet                 | 21 tháng 6, 1987 (34 tuổi)  |                                    | 50                                 |                                    |                                    |                                    |
| Thái Lan                       | Kantaphon Wangcharoen          | 18 tháng 9, 1998 (22 tuổi)  | 14                                 |                                    |                                    |                                    |                                    |
| Thái Lan                       | Ratchanok Intanon              | 5 tháng 2, 1995 (26 tuổi)   |                                    | 6                                  |                                    |                                    |                                    |
| Thái Lan                       | Busanan Ongbamrungphan         | 22 tháng 3, 1996 (25 tuổi)  |                                    | 12                                 |                                    |                                    |                                    |
| Thái Lan                       | Jongkolphan Kititharakul       | 1 tháng 3, 1993 (28 tuổi)   |                                    |                                    |                                    | 12                                 |                                    |
| Thái Lan                       | Rawinda Prajongjai             | 29 tháng 6, 1993 (28 tuổi)  |                                    |                                    |                                    | 12                                 |                                    |
| Thái Lan                       | Dechapol Puavaranukroh         | 20 tháng 5, 1997 (24 tuổi)  |                                    |                                    |                                    |                                    | 3                                  |
| Thái Lan                       | Sapsiree Taerattanachai        | 18 tháng 4, 1992 (29 tuổi)  |                                    |                                    |                                    |                                    | 3                                  |
| Thổ Nhĩ Kỳ                     | Neslihan Yiğit                 | 26 tháng 2, 1994 (27 tuổi)  |                                    | 29                                 |                                    |                                    |                                    |
| Ukraina                        | Artem Pochtarov                | 24 tháng 7, 1993 (27 tuổi)  | 84                                 |                                    |                                    |                                    |                                    |
| Ukraina                        | Marija Ulitina                 | 5 tháng 11, 1991 (29 tuổi)  |                                    | 83                                 |                                    |                                    |                                    |
| Hoa Kỳ                         | Timothy Lam                    | 24 tháng 8, 1997 (23 tuổi)  | 89                                 |                                    |                                    |                                    |                                    |
| Hoa Kỳ                         | Beiwen Zhang                   | 12 tháng 7, 1990 (31 tuổi)  |                                    | 14                                 |                                    |                                    |                                    |
| Hoa Kỳ                         | Phillip Chew                   | 16 tháng 5, 1994 (27 tuổi)  |                                    |                                    | 37                                 |                                    |                                    |
| Hoa Kỳ                         | Ryan Chew                      | 12 tháng 8, 1996 (24 tuổi)  |                                    |                                    | 37                                 |                                    |                                    |
| Việt Nam                       | Nguyễn Tiến Minh               | 12 tháng 2, 1983 (38 tuổi)  | 71                                 |                                    |                                    |                                    |                                    |
| Việt Nam                       | Nguyễn Thùy Linh               | 20 tháng 11, 1997 (23 tuổi) |                                    | 47                                 |                                    |                                    |                                    |